# Jean-Marc Chabloz
Jean-Marc Chabloz, född 27 maj 1967 i Montreux, Schweiz, är en schweizisk skidskytt. 
Han tävlade i vinter-OS 1992, 1994, 1998 och 2002 och i elva VM. Han tog ett SM-silver i stafett 2010.
Jean-Marc Chabloz bästa individuella resultat i världscupen var en fjärdeplats i Kontiolax 1999.
Chabloz är sedan 2003 bosatt i Sverige, där han arbetat på skidskytteförbundet och på skidskyttegymnasiet i Östersund. Chabloz har varit skyttecoach för det svenska skidskyttelandslaget sedan 2020 för åkare som Stina Nilsson, Hanna Öberg, Elvira Öberg, Johanna Skottheim, Mona Brorsson, Linn Persson och Martin Ponsiluoma.